# ایر فلامنکو
ایر فلامنکو (به انگلیسی: Air Flamenco) یک شرکت هواپیمایی با کد یاتا F4 است که در تاریخ ۱۹۷۶ میلادی تأسیس شده است.
دفتر مرکزی ایر فلامنکو در پورتوریکو واقع شده‌است.